# Culinária da Somália

Localização da Somália antes de 1991

A culinária da Somália varia de região para região e é uma fusão de diferentes tradições culinárias da Somália. É o produto da tradição de comércio e escambo da Somália. Algumas iguarias notáveis da Somália incluem Sabaayad / Kimis, Laxooh / Canjeero, xalwo, sambuusa, bariis iskukaris e Muqmad / Odkac (carne seca).
O consumo de carne de porco é proibido aos muçulmanos na Somália, de acordo com a Sharia, a lei islâmica.

## Café da manhã
O café da manhã (Quraac) é uma refeição importante para os somalis, que geralmente começam o dia com algum tipo de chá (shaah) ou café (Qaxwa). O chá costuma ser na forma de haleeb shai (chá com leite iemenita) no norte. O prato principal é tipicamente um pão em forma de panqueca (canjeero ou canjeelo) e não é semelhante ao Injera etíope; o canjeero somali é menor, mais fino e mais doce que este. Também pode ser consumido com guisado (maraq) ou sopa. Além do Canjeero, muitos somalis comem carne picada misturada com um pouco de cominho, alho, cebola e pimenta.
- Canjeero ou Canjeelo é consumido de maneiras diferentes. Pode ser quebrado em pequenos pedaços com ghee (subag) e açúcar. Para as crianças, é misturado com chá e óleo de gergelim / azeite (Macsaro) até ficar mole. Pode haver um prato de fígado (geralmente carne), carne de cabra (hilib ari), carne em cubos cozida em uma cama de sopa (suqaar) ou carne seca (oodkac ou muqmad), que consiste em pequenos pedaços secos de carne de vaca, cabra ou carne de camelo, fervida em ghee.
- Lahoh (Laxoox) é um pão semelhante a uma panqueca originário da Somália, Djibouti, Iêmen.[3][4] Muitas vezes é comido junto com mel e ghee / azeite / óleo de gergelim, e regado com uma xícara de chá.
- Sabaayad ou Kimis / cesh é um outro tipo de crocante semelhante à Canjeelo / lahoh, bem como a desi paratha. Durante o almoço, kimis / cesh às vezes é consumido com curry, sopa ou ensopado.
- Polenta Mushaari ou mingau de Boorash com manteiga, nozes e açúcar é consumido na área de Mogadíscio. Em outras partes do sul, como em Merca / cidade e no leste em uma cidade chamada jawiil /, o pão especial conhecido como rooti abuukey com chá é preferido. Isso também é conhecido como muufo, e é cozido em um forno de barro especial, colando a mistura nas paredes e esperando que caia quando terminar.[5]

Pão achatado, conhecido como rooti, é consumido em toda a Somália. Nacionalmente, uma versão mais doce e gordurosa do canjeero, conhecida como malawax ou malawah, é um alimento básico da maioria das refeições caseiras.

## Almoço

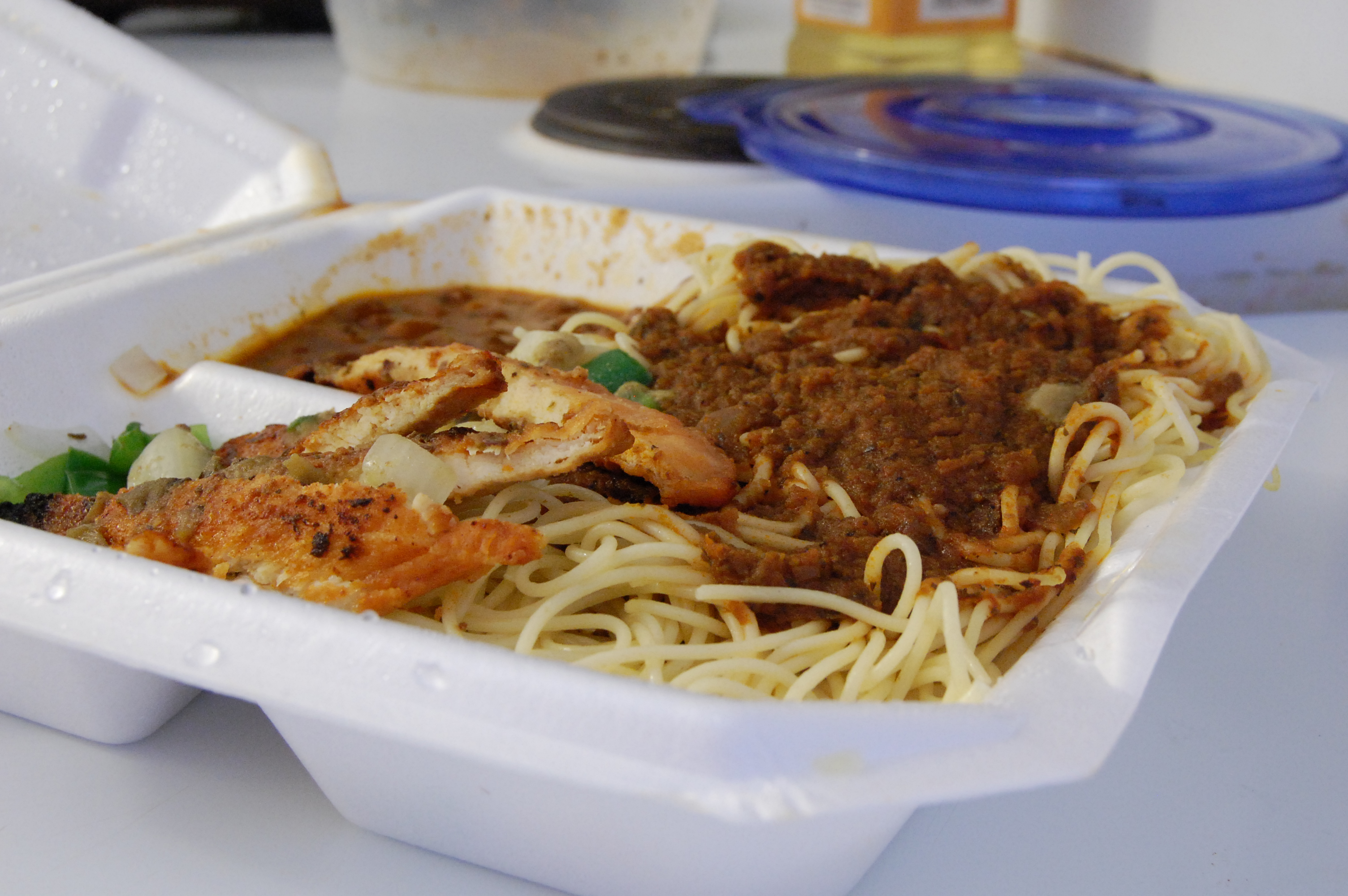
Baasto (massa) feito de espaguete e digaag (frango) para viagem em um restaurante somali

O almoço (qado) é geralmente um prato principal elaborado de massa (baasto) ou arroz (Bariis iskukaris) temperado com cominho (kamuun), cardamomo (heyl), cravo (qaranfuul) e sálvia (Salvia somalensis). O uso difuso de massas (baasto), como o espaguete, vem dos somali italianos. É frequentemente apresentado com um guisado mais pesado do que o molho italiano de massa. Tal como acontece com o arroz, geralmente é servido com banana.
O espaguete também pode ser servido com arroz, formando uma novidade conhecida como "Federação", na língua local. O prato é geralmente servido com porções iguais (inteiras) de arroz e espaguete, divididos em cada lado de um grande prato oval. Em seguida, é coberto com uma variedade de guisados de carnes e vegetais, servido com salada e uma banana opcional. Foi sugerido que o nome do prato derivasse da união de dois pratos na Somália e também do tamanho e da quantidade dos alimentos. Você não encontrará este prato servido na família média da Somália, uma vez que é incomum cozinhar arroz e macarrão em uma refeição. Em vez disso, é mais comum pedir o prato em restaurantes tradicionais da Somália, onde arroz e espaguete estão sempre disponíveis. Daí, seu status de novidade.
Na Somália, muitas pessoas ou tribos que têm influências árabes comem alguns pratos árabes, como ful (feijão fava) com quimis ou pão branco também com homus. Outros pratos fazem parte da cultura; como o faláfel, com homus ou comido com pão pita; ou ainda com salada e homus (como um sanduíche).
Outro prato popular no Sul é chamado Iskukaris, uma panela quente de arroz, vegetais e carne, é um alimento básico regional. Além dos vários estilos do chinês Hot pot (maraq), o arroz costuma ser servido com carne e / ou banana à parte. Em Mogadíscio, o bife (busteeki) e o peixe (kalluun / mallaay) são amplamente consumidos.
Os somalis do sul geralmente consomem uma farinha de milho macia conhecida como soor ou Asida. É amassado com leite fresco, manteiga e açúcar, ou apresentado com um buraco no meio preenchido com maraq ou azeite.

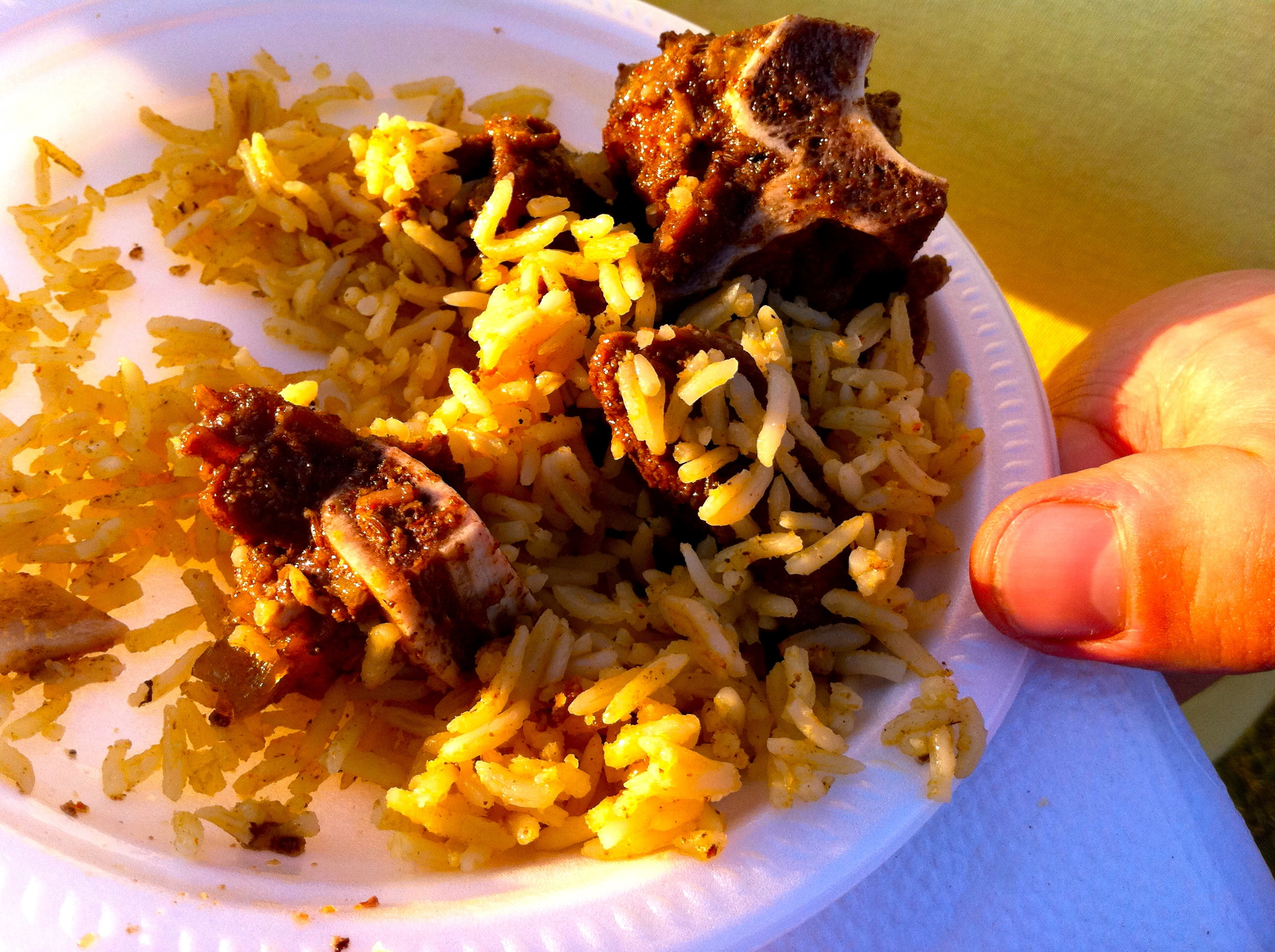
Bariis iskukaris, um prato de carne e arroz de camelo da Somália

Uma variação do pão achatado é o sabaayad / kimis / cesh. Como o arroz, é servido com maraq e carne ao lado. O sabaayad da Somália costuma ser um pouco doce e é cozido com um pouco de óleo.
Asiida (Somali: Soor) É um prato muito comum para os somalis. Geralmente é comido com sopa (somali: marak) ou feijão. As bebidas populares no almoço são balbeelmo (toranja), raqey (tamarindo) e isbarmuunto (limonada). Em Mogadíscio, fiimto (Vimto) e laas (lassi) também são comuns. No noroeste, as bebidas preferidas são cambe (manga, goiaba) e tufaax (maçã).
Bariis iskukaris também é popular na culinária somali. Este prato tradicional de arroz somali é cozido e frito com algumas cebolas, qualquer carne e então misturado com uma mistura de especiarias somalis chamada xawaash, que contém cominho, coentro, açafrão, cardamomo, pimenta do reino, cravo e noz-moscada. É tradicionalmente servido em casamentos somalis.

## Jantar

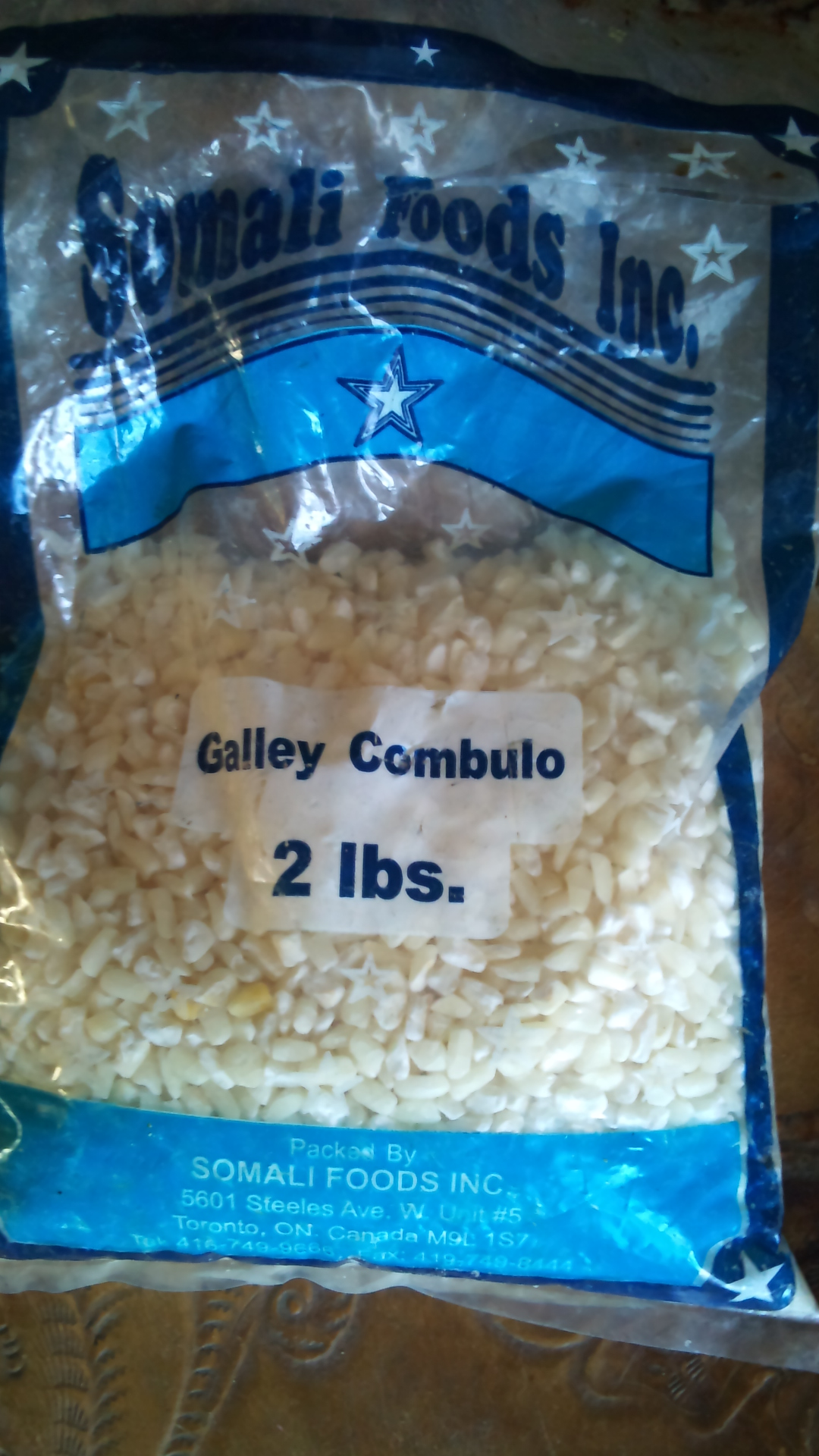
Um saco de cambuulo tradicional da Somália (feijão azuki)

O jantar (casho) na Somália é servido até as 21h. Durante o Ramadã, a hora do jantar geralmente segue as orações de Tarawih, às vezes até 23h. Cambuulo, prato de jantar comum, é feito de feijão azuki bem cozido, misturado com manteiga e açúcar. O feijão, que por si só é denominado digir, pode levar até cinco horas para terminar de cozinhar quando deixado no fogão em temperatura baixa. Qamadi (trigo) também é usado; rachado ou não, é cozido e servido como o feijão azuki.
Rooti iyo xalwo, fatias de pão servidas com um confeito gelatinoso, é outro prato de jantar. Muufo, uma variação do pão de milho, é um prato feito de milho e é assado em foorno (forno de barro). É consumido cortando-o em pequenos pedaços, cobrindo com óleo de gergelim (macsaro) e açúcar e a seguir amassando com chá preto.

Antes de dormir, costuma-se consumir um copo de leite temperado com cardamomo.

## Lanches

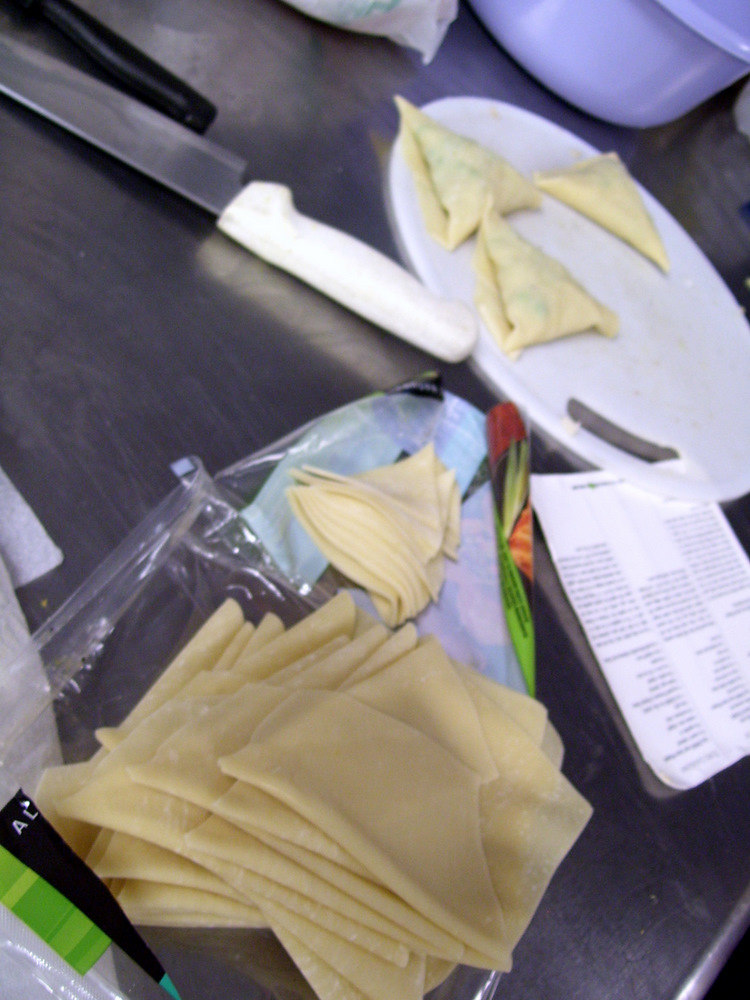
Sambuusas (samosas) somalis sendo preparadas

Sambusa, a variação somali da Desi samosa, é um lanche triangular que é comumente comido em toda a Somália durante o afur (iftar). A versão somali é temperada com pimenta malagueta, e o ingrediente principal geralmente é carne moída. Kabaab é um lanche ingerido no oeste da Somália; alternativamente, kebab com legumes ou kofta kebab. As batatas fritas caseiras são feitas com batata fresca e um pouco de pimenta preta. Frutas como manga (cambo), goiaba (seytuun), banana (moos) e laranja (liinbanbeelmo) são consumidos ao longo do dia como lanches.

## Doces

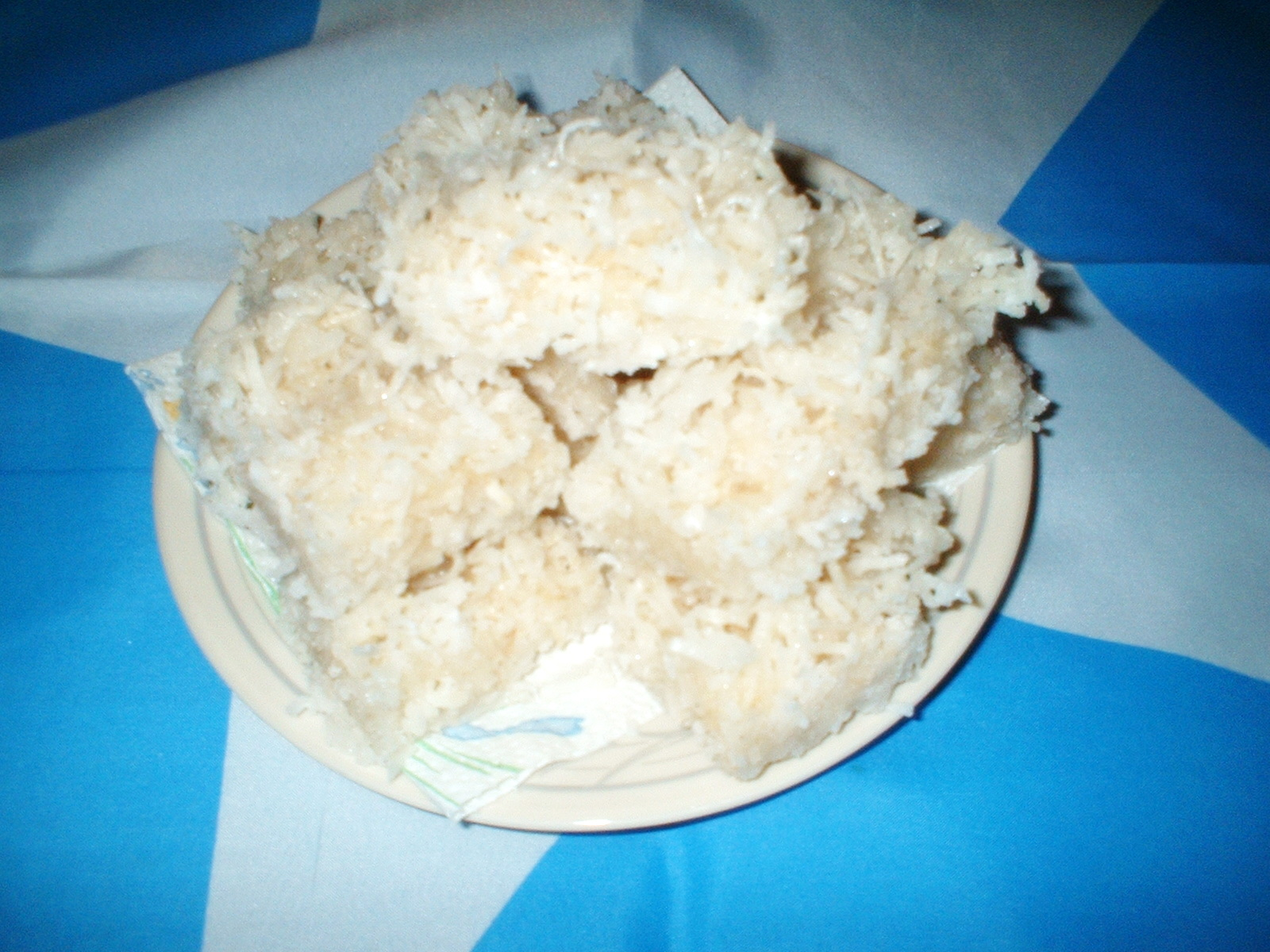
Gashaato é uma confecção à base de coco, definida aqui como pano de fundo a bandeira nacional da Somália

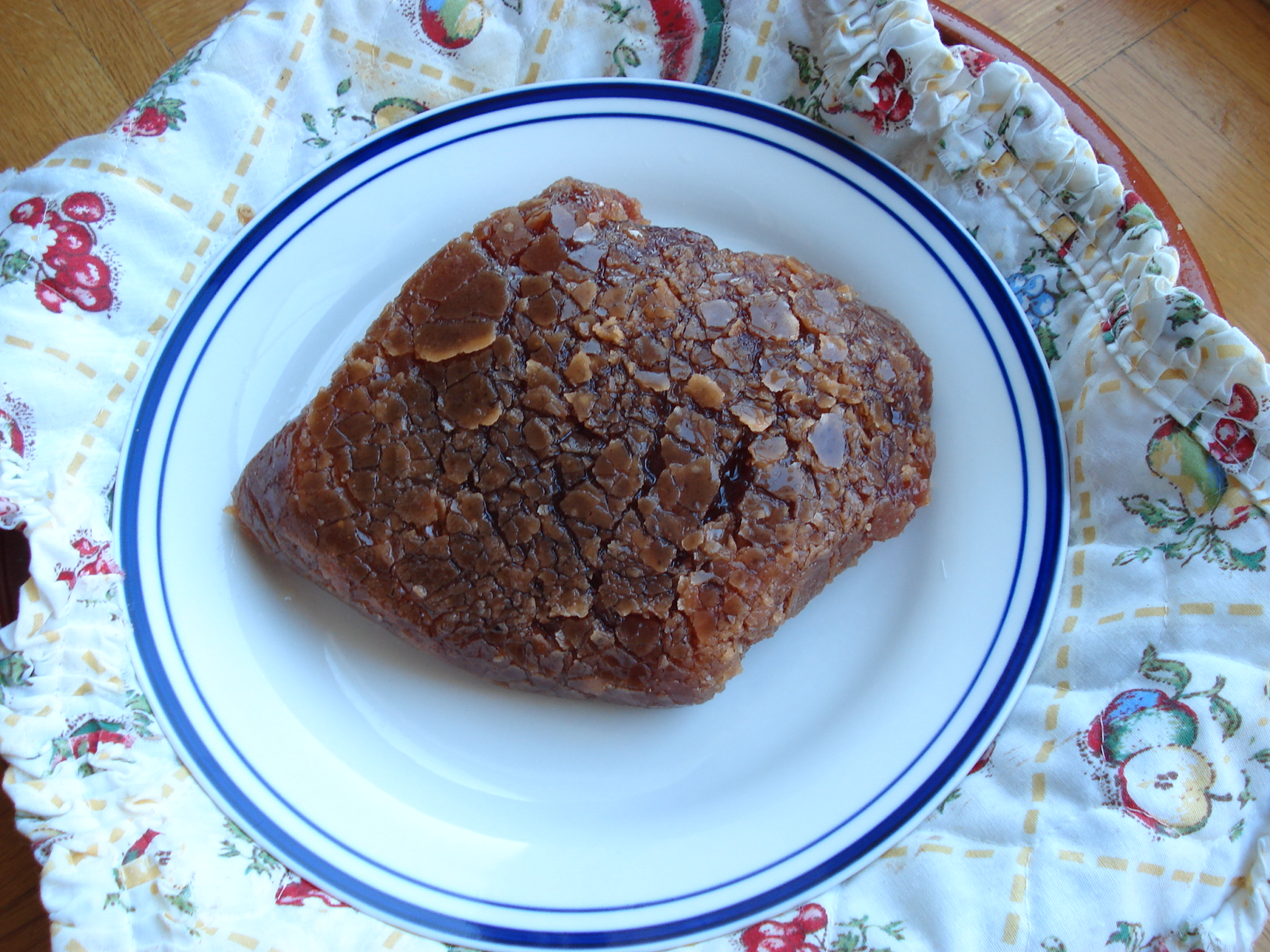
Xalwo (halwo) ou halva é um alimento básico da culinária somali.

- Xalwo (halwo) ou halva é um doce popular servido em ocasiões especiais,[7] como as celebrações do Eid ou recepções de casamento. "Xalwadii waad qarsatey!" ("Você escondeu seu xalwo!") é a frase que segue uma pessoa que fugiu ou tem um casamento pequeno e privado. Xalwo é feito de açúcar, amido de milho, pó de cardamomo, noz-moscada em pó e ghee. Às vezes, amendoins também são adicionados para melhorar a textura e o sabor.[8] No sul, eles têm pudim de arroz chamado ruz bil laban.
- Gashaato, Kashaato ou Qumbe, feito de coco, açúcar e óleo, temperado com cardamomo, é um doce muito querido. O açúcar é levado à fervura com um pouco de água, depois adiciona-se o cardamomo, seguido do coco ralado.
- Lows iyo sisin é um doce favorito no sul. Consiste em uma mistura de amendoim (baixas) e sementes de gergelim (sisina) em uma cama de caramelo. A confecção junta para formar uma barra deliciosa.
- O jalaato, semelhante ao pop americano de gelo (picolé), é feito congelando frutas naturalmente doces com um palito no meio. Mais recentemente, em Mogadíscio (Xamar), cresceu para incluir o caano jalaato, que é feito com leite e requer açúcar. A palavra jalaato vem de gelato, que significa "congelado" em italiano.
- O Buskut ou Buskud compreende muitos tipos diferentes de biscoitos, incluindo os muito macios chamados daardaar (literalmente "toque-toque" devido à sua textura suave e delicada).
- Doolshe engloba muitos estilos deliciosos de bolos.
- Icun é um doce comido principalmente pelos somalis do sul. É feito de açúcar e farinha misturada com óleo. As pessoas preferem dizer Icun I calaangi caloosha I gee ("me coma, me mastigue e depois me leve para o seu estômago") quando o veem. É comido principalmente durante os casamentos e na época do Eid, mas os somalis do sul sempre o fazem em casa e o comem como parte da sobremesa.
- Basbousa, ou um Basbousa recheado com creme, é um bolo doce tradicional da Somália que também é uma influência árabe.[9] É feito de semolina cozida ou farina embebida em calda simples.
- Também no norte da Somália eles comem Lokma, um doce no formato de esfera (normalmente comida no Egito)
- O baklava também é comido por todos os somalis.
- Outro lanche ou sobremesa comido por somalis, iemenitas e egípcios é o ma'amoul, que é um biscoito recheado com tâmaras ou nozes.

Muitos doces são consumidos em ocasiões festivas, como casamentos, festas ou Eid. Entre eles estão baalbaaloow, shuushuumoow, bur hindi, bur tuug e qumbe (coco), o último dos quais é feito de coco misturado com açúcar para formar uma barra.

## Depois da refeição

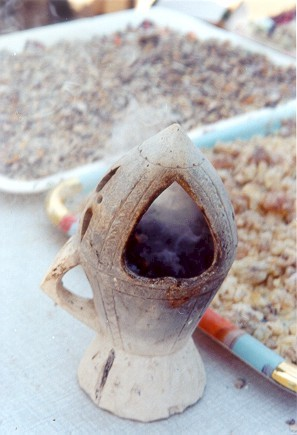
Um queimador de incenso dabqaad

Os somalis tradicionalmente perfumam suas casas após as refeições. O incenso (luubaan) ou um incenso preparado (uunsi), ou bukhoor na Península Arábica, é colocado sobre o carvão quente dentro de um queimador de incenso ou incensário (um dabqaad). Em seguida, queima por cerca de dez minutos. Isso mantém a casa perfumada por horas. O queimador é feito de pedra-sabão encontrada em áreas específicas da Somália.
Veja também
- Cozinha do Chifre da África
- Cozinha árabe
- Lista de cozinhas africanas
- Portal da África
- Portal dos alimentos
- Portal da Somália